# The College Hotel
The College Hotel is een hotel in Amsterdam Oud-Zuid, in het Fashion & Museum District.
Het vijfsterrenhotel draait onder meer op studenten van verschillende hotelscholen. Het hotel opende in mei 2005. Het is gevestigd in een oud schoolgebouw van de HBS aan de Roelof Hartstraat in Amsterdam-Zuid.

## Gebouw
Het gebouw waar The College Hotel in is gevestigd dateert uit 1894 en is ontworpen door de architect W.J. de Groot (directeur van de Dienst der Publieke Werken van de toenmalige gemeente Nieuwer-Amstel). Het gebouw is in neorenaissancestijl gebouwd. In 2002 werd het gebouw geregistreerd als monumentaal pand. Het gebouw werd in 1902, 1907 en in 1987 uitgebreid. Er werden nieuwe klaslokalen, een aparte gymzaal en een verblijfsruimte voor de conciërge bijgebouwd.
Aanvankelijk was het gebouw een openbare school voor hoger onderwijs (hbs), daarna werd het een school voor hoger economisch en administratief onderwijs (heao), vervolgens voor ICT-onderwijs, daarna voor voortgezet economisch en administratief onderwijs (meao) en als laatste werd het de ROC van Amsterdam, waar er verschillende vakken worden gegeven op mbo-niveau.